# Lithophyt

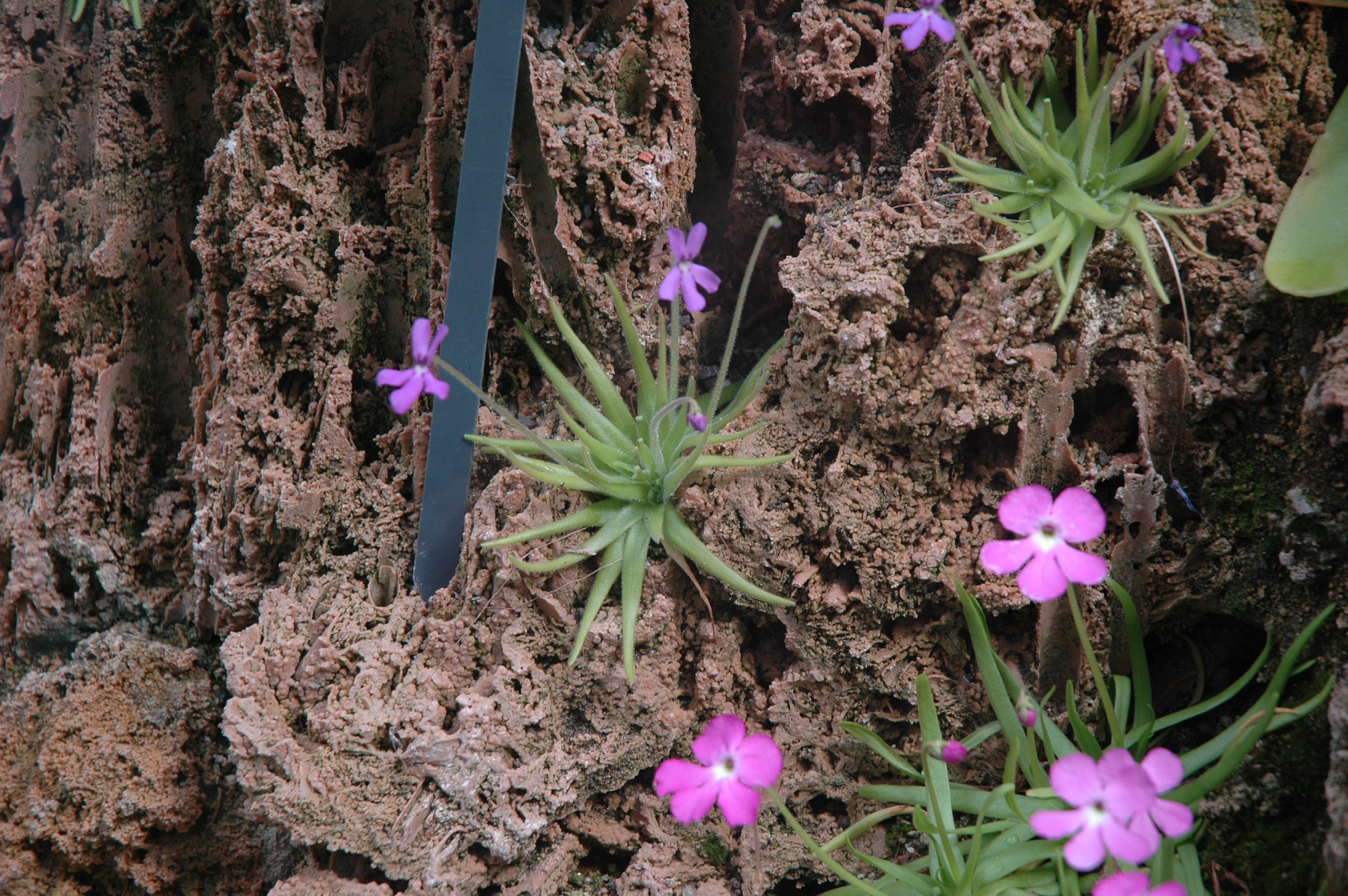
Pinguicula gypsicola, eine auf Gipsgestein wachsende fleischfressende Pflanze

Unter Lithophyten (griechisch λίθος lithos „Stein“, φυθόν phytón „Pflanze“) versteht man Pflanzen, die auf oder in Gestein wachsen. Wurzeln können dabei unter Umständen auch in das Gestein eindringen, indem sie es lösen. Die zu ihrem Wachstum benötigten Mineralstoffe beziehen lithophytische Pflanzen aus einer Moosunterlage, der Atmosphäre (Regenwasser, Staub) oder eigenen abgestorbenen Gewebeteilen.
Zu den Lithophyten gehören beispielsweise verschiedene Vertreter der Orchideengattungen Paphiopedilum oder Dendrobium, manche karnivore Pflanzen wie Nepenthes campanulata oder Pinguicula gypsicola und einige Arten der Bromelien-Gattung Tillandsia. Darüber hinaus sind zahlreiche Farne Lithophyten. 
Siehe auch: Lithobiont